# Амангельди (Ісатайський район)
Амангельди́ (каз. Амангелді) — село у складі Ісатайського району Атирауської області Казахстану. Входить до складу Зінеденського сільського округу.
У радянські часи село називалось Жанакамис.
Населення — 36 осіб (2021; 145 у 2009, 195 у 1999, 150 у 1989).